# KuickShow
KuickShow は KDE の画像ブラウザ/ビュアーである。起動するとファイルブラウザが起動し、その中から画像を選択するとその画像が表示される。
画像をウィンドウ内に元のサイズやフルスクリーンで表示させることができる。
またマウスホイールか ⇞ PgUp または ⇟ PgDn キーを使って与えられたディレクトリ内の画像を行き来することができ、画像上を右クリックするとメニューが表示される。
jpg、gif、tiff、png、bmp、psd、xpm、ppm、pgm、pbm、pnm、eim
や xcf といった様々な画像フォーマットをサポートしている。